# Il signore degli orfani
Il signore degli orfani è un romanzo dello scrittore statunitense Adam Johnson del 2012.
Ambientata in Corea del Nord, l'opera è stata insignita del Premio Pulitzer per la narrativa 2013.

## Trama

### Prima parte
Pak Jun Do è un giovane nordcoreano di Chongjin, figlio di una bellissima cantante, condotta coattivamente, quando lui era ancora in tenera età, a Pyongyang.
Per poter provvedere al figlio, il padre di Pak Jun Do accetta l'incarico di direttore di un orfanotrofio (assumendo così l'appellativo di "Signore degli orfani"), ove conduce anche il figlio.

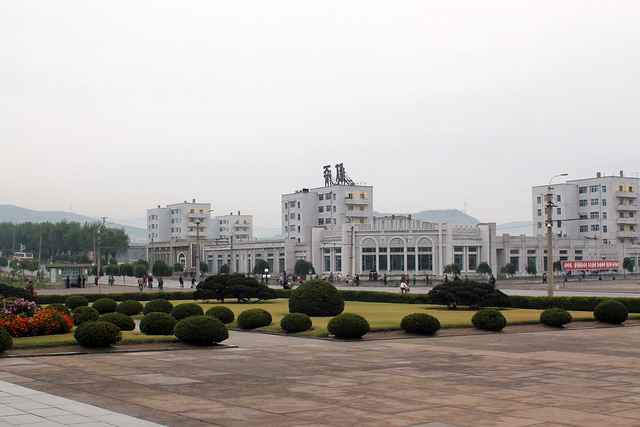
Chongjin, città natale del protagonista e principale ambientazione della prima parte del romanzo.

Pur conoscendo i suoi veri genitori, Pak Jun Do vive assieme agli orfani ivi ospitati, venendo persino incaricato dal padre di attribuire loro (e pure a sé stesso) i nomi, che il protagonista sceglie tra quelli dei martiri della rivoluzione nordcoreana.
Dopo una dura infanzia, tra le precarie condizioni nell'orfanotrofio, la carestia degli anni novanta e lo sfruttamento degli orfani in svariati lavori, Pak Jun Do si arruola nell'Esercito, apprendendo l'arte marziale del taekwondo e divenendo capo di una squadra di incursori addestrati alla sopportazione del dolore e al combattimento al buio, nei tunnel che dalla Corea del Nord, oltrepassando la zona demilitarizzata, si inoltrano sotto il suolo sudcoreano.
In seguito l'Agente So lo assolda, unitamente all'interprete Gil, per una serie di rapimenti notturni ai danni di cittadini giapponesi lungo le coste nipponiche.

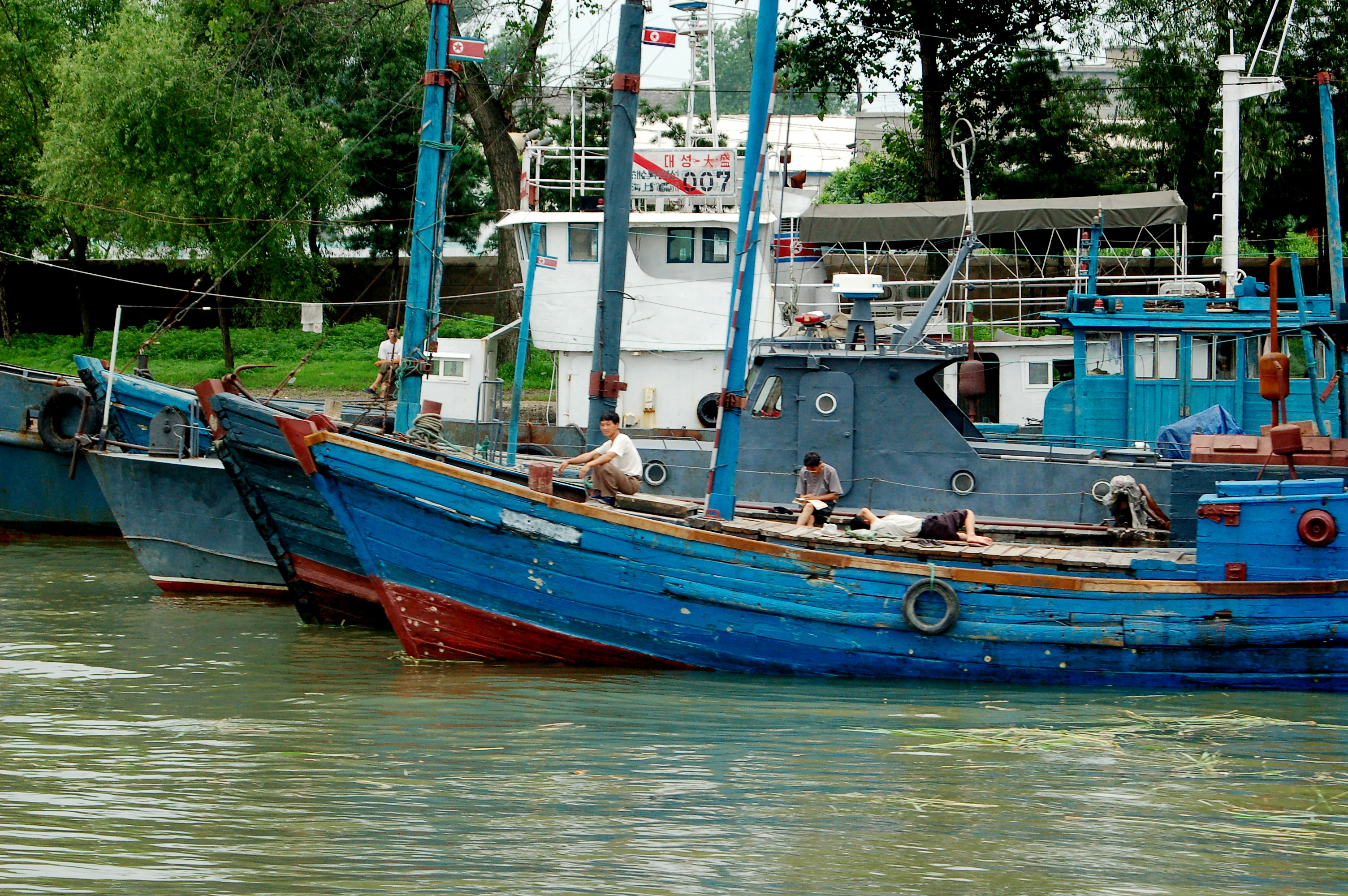
Peschereccio nordcoreano.

Dopo diversi sequestri, Pak Jun Do passa a nuovo incarico, divenendo un esperto radiotecnico, e viene incaricato, a bordo del peschereccio Junma, di captare le trasmissioni criptate tra giapponesi, statunitensi e sudcoreani nel Mar del Giappone. Durante la notte, ascolta sovente le comunicazioni di due vogatrici statunitensi, che stanno compiendo il giro del mondo in barca a remi.
Una notte, la Junma subisce l'abbordaggio di una nave da guerra statunitense. Nonostante i forti sospetti di un ufficiale sudcoreano a bordo (che intuisce che Pak Jun Do non è un pescatore, data l'assenza di tatuaggi sul suo corpo), la Junma viene lasciata andare, non senza essere prima dileggiata dai soldati americani, che si appropriano della bandiera e dei ritratti ufficiali di Kim Il Sung e di Kim Jong Il.
Per spiegare l'assenza dei simboli nazionali a terra, i pescatori e Pak Jun Do riferiscono alle autorità dell'abbordaggio statunitense, aggiungendo che il Secondo Ufficiale di bordo sarebbe riuscito a mettere in fuga il nemico con un coltello.

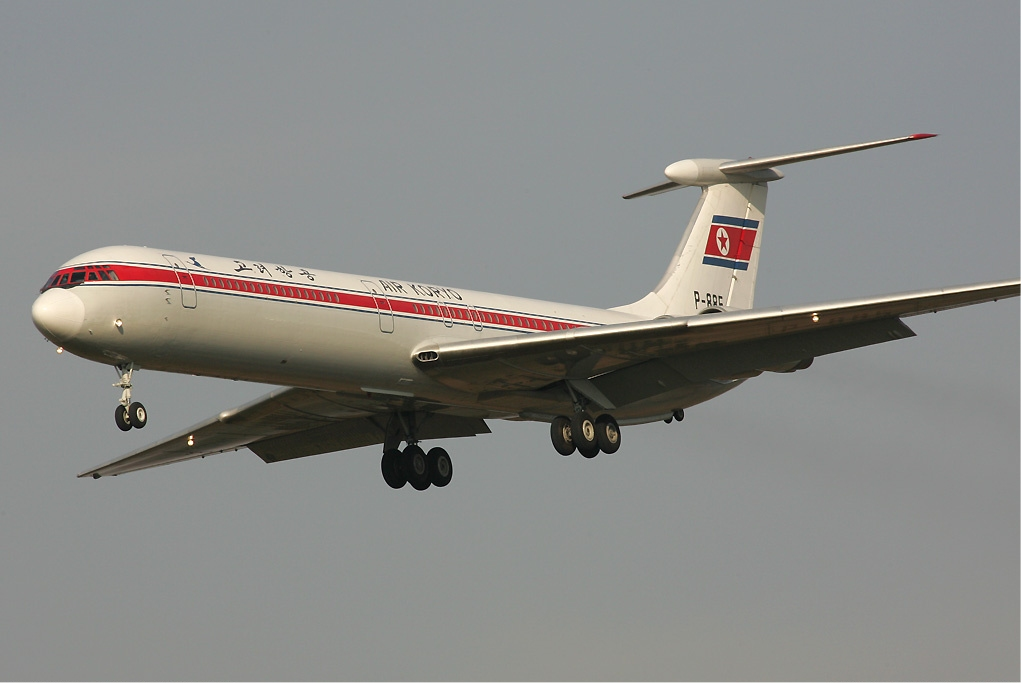
Un Ilyushin Il-62 della Air Koryo (la compagnia di bandiera nordcoreana), lo stesso velivolo utilizzato dalla missione diplomatica nordcoreana nel romanzo.

Il Secondo Ufficiale viene così onorato del titolo di Eroe della rivoluzione, mentre Pak Jun Do, ormai accettato dai pescatori come uno di loro, si fa tatuare dal Capitano sul petto un'immagine per evitare nuovi sospetti nell'ipotesi di incontri con navi nemiche. Non avendo una moglie di cui farsi raffigurare il volto (com'è di consuetudine presso i pescatori), Pak Jun Do sceglie quello dell'attrice nazionale Sun Moon, protagonista dei principali film nordcoreani.
Intanto, il Secondo Ufficiale approfitta del nuovo gommone di salvataggio a bordo della Junma per defezionare.
L'equipaggio, per giustificarne la scomparsa, racconta di un nuovo attacco della stessa nave statunitense, i cui marines, per vendicare lo smacco subito, avrebbero gettato agli squali il Secondo Ufficiale, mentre Pak Jun Do, nel vano tentativo di salvargli la vita, sarebbe stato morso a propria volta ad un braccio.
Per rendere credibile la versione, Pak Jun Do viene fatto mordere da uno squalo appena pescato dalla Junma.
Dopo aver superato un tremendo interrogatorio (il funzionario incaricato di raccogliere la sua deposizione sospetta che l'equipaggio si sia disfatto del Secondo Ufficiale per invidia), Pak Jun Do viene (almeno ufficialmente) creduto e fregiato anch'egli del titolo di Eroe della rivoluzione. Gravemente ferito dallo squalo e dalle torture, viene affidato alle cure della bellissima moglie del Secondo Ufficiale.
Ristabilitosi, Pak Jun Do s'invaghisce della ragazza, che però non può sposare, in quanto le autorità stanno già decidendo a chi assegnarla tra due candidati mariti, ambedue pubblici funzionari.

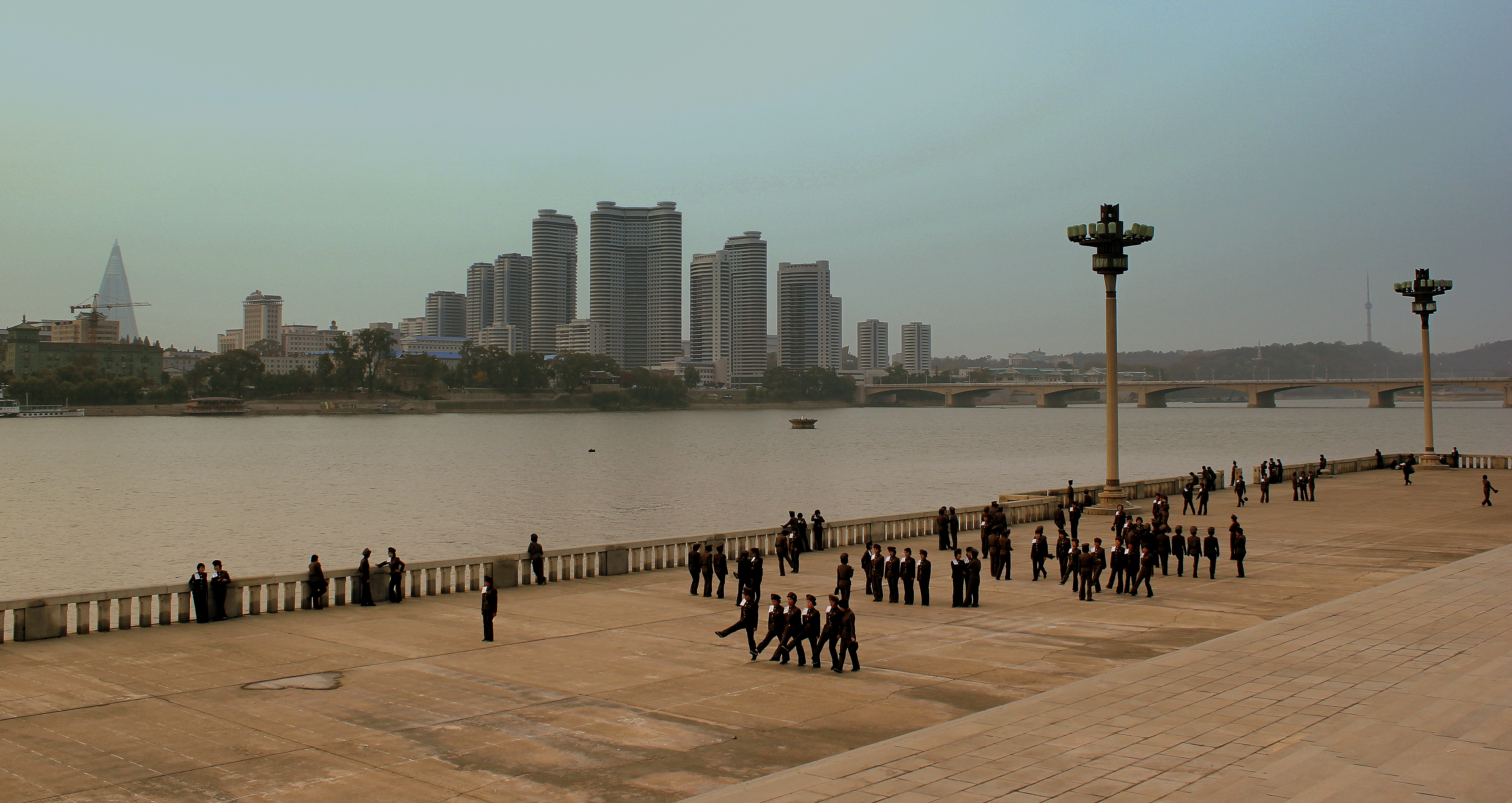
Militari nordcoreani lungo le sponde del Taedong a Pyongyang.

Pak Jun Do viene, invece, incaricato di unirsi ad una missione diplomatica nordcoreana (di cui il protagonista ignora lo scopo) in Texas, unitamente al Compagno Buc, al Dottor Song e all'autista di quest'ultimo, che viene spacciato per ministro.
Negli USA, Pak Jun Do fa la conoscenza del senatore presso la cui tenuta si svolge l'incontro diplomatico, dei funzionari statunitensi Wanda e Tommy, nonché della moglie del senatore. Prestategli ulteriori cure per la ferita di squalo, la signora e Wanda notano il tatuaggio di Sun Moon, che Pak Jun Do riferisce loro essere sua moglie.
Wanda, appresa la notizia, effettua ricerche, giungendo a ritenere che Pak Jun Do sia in realtà il potentissimo Comandante Ga Chol Chun, marito di Sun Moon, Ministro delle Prigioni e delle Miniere e campione nazionale di taekwondo. Wanda cerca di guadagnarsi la fiducia di Pak Jun Do, fornendogli una fotocamera digitale collegata via satellite al suo cellulare, mentre la moglie del senatore gli regala un cucciolo di cane di razza catahoula, Brando, destinato a Sun Moon.
La notizia che il vero ministro sarebbe, in realtà, colui che viene spacciato dai nordcoreani per semplice accompagnatore fa naufragare la missione diplomatica, il cui scopo era quello di convincere gli statunitensi a rendere a Kim Jong Il un macchinario (a propria volta rubato ai giapponesi) capace di individuare la presenza di uranio.
Al rientro in Corea del Nord, Pak Jun Do viene interrogato e quindi, senza che gli venga data alcuna spiegazione (ma, ovviamente, per il fallimento della missione), internato in un campo di lavoro.

### Seconda parte
La seconda parte del romanzo è narrata da un agente (il cui nome non viene mai rivelato), addetto agli interrogatori nella Divisione 42 (un braccio della polizia segreta del regime nordcoreano), nonché dagli altoparlanti della radio di Stato, che raccontano la vicenda dei protagonisti nella "Miglior storia nordcoreana dell'anno".

Il "Caro Leader" Kim Jong Il, incontrato personalmente dal protagonista.

L'agente, celibe, vive in un condominio di Pyongyang, insieme ai genitori, due anziani ciechi resi paranoici dalla dittatura (elogiano continuamente il Caro Leader, nel terrore di essere ascoltati da spie del regime, e probabilmente fingono la loro stessa cecità).
Pak Jun Do (che, nella seconda parte del racconto, viene chiamato "Ga", per i motivi a breve descritti) sopravvive alle durissime condizioni del campo aiutato dall'anziana Mongnan, prigioniera e fotografa del campo. Inserito in una squadra di minatori, addetti all'estrazione di blocchi di pietra contenente uranio, il protagonista fa conoscenza del Comandante Ga, in visita al campo.
Vittima di un tentativo di violenza sessuale da parte di Ga, all'interno di una galleria della miniera, Pak Jun Do riesce a sopraffare e ad uccidere il comandante, prendendone il posto.

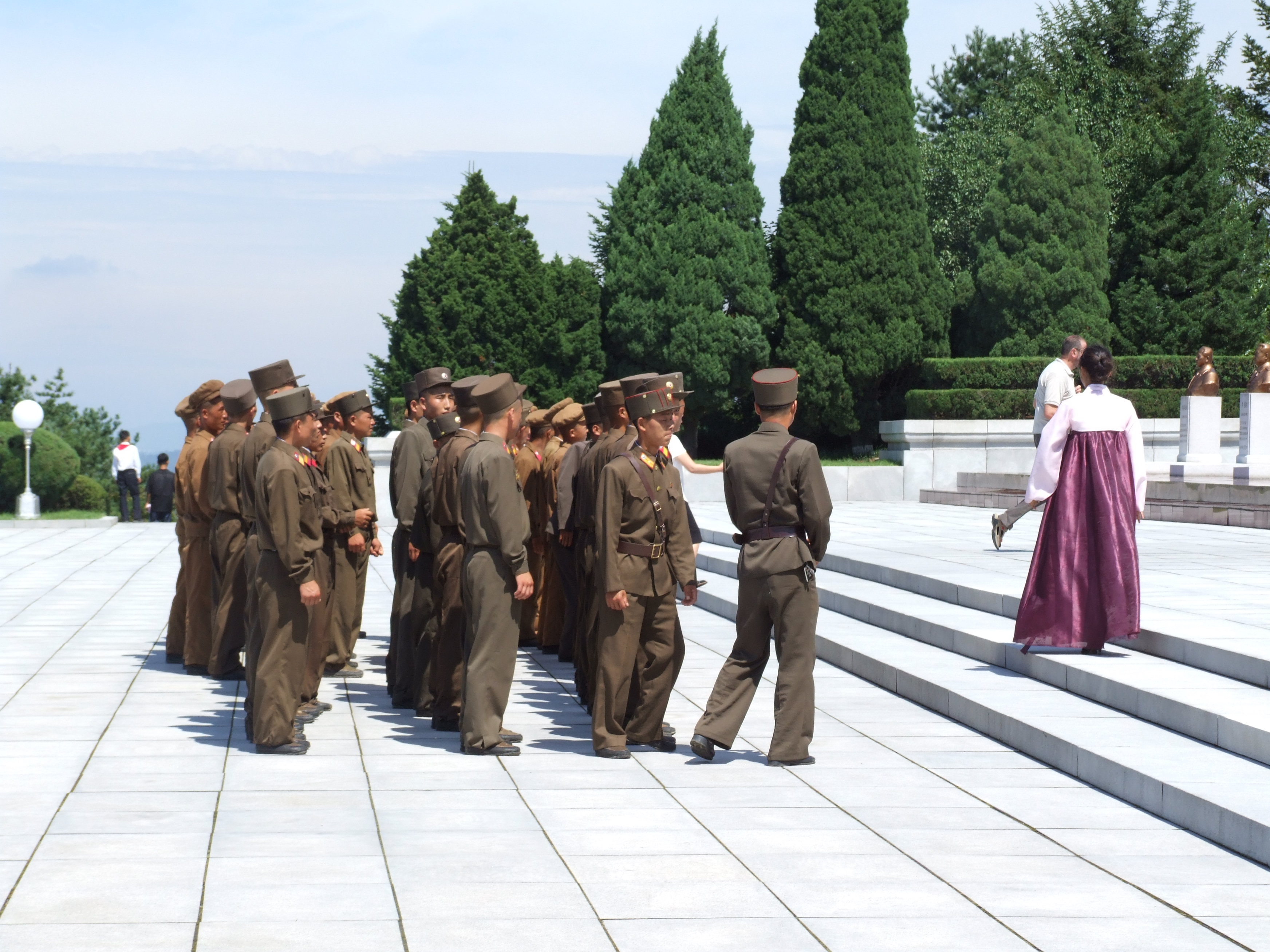
Militari nordcoreani al Cimitero dei martiri della rivoluzione a Pyongyang, tra i luoghi di ambientazione del romanzo.

Nonostante sia subito riconosciuto come impostore, Pak Jun Do viene accettato nel nuovo ruolo dal Caro Leader Kim Jong Il, di cui il vero Ga era rivale (sia per il potere, essendo Ga popolarissimo in Corea del Nord, sia perché Kim Jong Il nutre un forte interesse per la moglie di lui, Sun Moon), e, progressivamente, anche da Sun Moon e dai suoi due figli, con i quali va a vivere nella loro casa di Pyongyang.
Dopo un'iniziale diffidenza, l'attrice inizia ad accettarlo nel ruolo di marito, preferendolo al vero Ga, coniuge di indole crudele, violenta e dispotica. Guadagnatosi anche la fiducia dei bambini, Pak Jun Do s'innamora di Sun Moon, che lo ricambia. Quest'ultima, nonostante sia l'attrice nazionale, vive con estremo disagio la propria condizione e gli rivela come, da bambina, mentre si trovava con la famiglia su un treno destinato ad un campo di prigionia, fosse stata sentita dal Caro Leader in persona cantare Arirang (celebre canzone popolare coreana) e dal medesimo fatta divenire un'attrice (lo pseudonimo "Sun Moon" - in inglese "sole luna" - fu scelto proprio da Kim Jong Il), ma anche per questo strappata definitivamente dai propri cari.
Pak Jun Do, disgustato dal Caro Leader (che scopre aver imprigionato una delle due vogatrici americane), decide di aiutare Sun Moon e i due bambini a fuggire dal Paese. Approfitta, per questo, della visita di una delegazione statunitense (composta, tra gli altri, dal senatore texano, Wanda e Tommy), incaricata di restituire il rilevatore di uranio in cambio del rilascio della vogatrice.
La fuga riesce, ma Pak Jun Do (che continua ad essere spacciato per il vero Ga), nonché l'amico Buc, complice nel piano, vengono arrestati con la falsa accusa di aver ucciso Sun Moon e i figli e di averne occultato i cadaveri, e vengono consegnati alla Divisione 42.

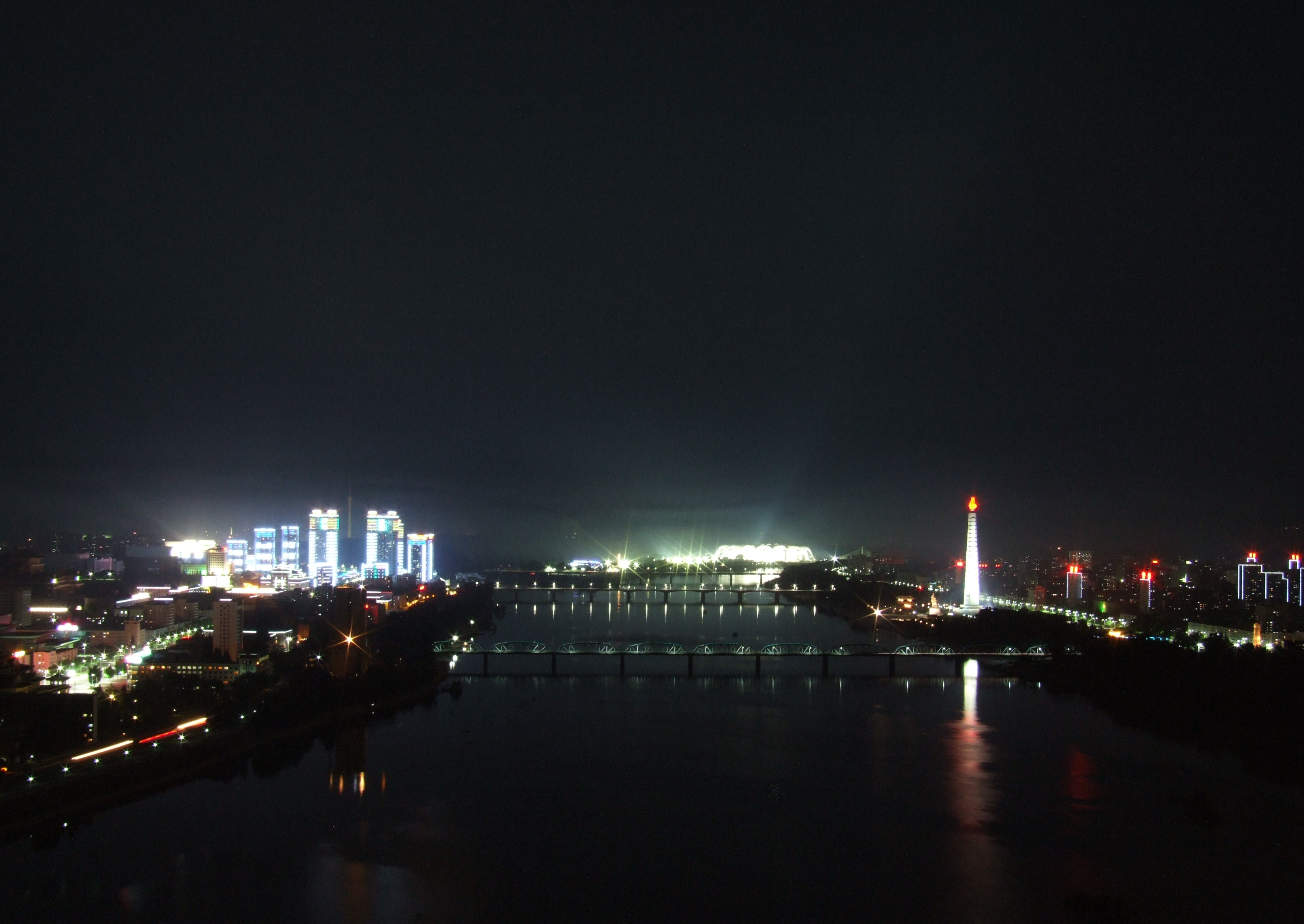
Veduta notturna di Pyongyang. Il panorama notturno della capitale nordcoreana viene spesso contemplato dal protagonista e da Sun Moon.

Qui il protagonista subisce le torture dei pubyok, una squadra di interrogatori diretta dal Comandante Park e capeggiata dall'anziano Sarge, prima di essere affidato ad un'altra squadra, guidata dal narratore della seconda parte del romanzo, la quale adotta metodi meno maneschi (a parte l'uso di un micidiale strumento di tortura a scariche elettriche, chiamato "pilota automatico") e redige biografie sull'intera vita dei prigionieri da loro interrogati.
L'agente innominato inizia ad occuparsi delle indagini, ma progressivamente entra in simpatia con il protagonista. Mentre la sua squadra si sfalda (tutti i componenti scompaiono, mentre la tirocinante Q-Kee passa ai pubyok), l'agente prova rimorso per aver trascorso una vita grigia e vuota, fatta solo di ingiustizie e priva di amore, provato invece, sia pure per poco tempo, da Pak Jun Do con Sun Moon.
In preda alla disperazione, l'agente uccide i propri genitori con un barattolo di pesche avvelenate al botulino, sequestrate nella villa di Ga. Quindi, si suicida insieme a Pak Jun Do, per salvarlo da una morte ben più atroce, collegando entrambi ad una scarica letale del pilota automatico. Negli ultimi istanti della propria vita, il narratore sogna sé stesso trascorrere una vita felice in un villaggio di campagna, insieme ad una moglie e a dei bambini.
Il racconto si conclude con la trasmissione di propaganda della radio di Stato nordcoreana, che narra al popolo di come gli americani avrebbero ucciso Sun Moon e il comandante Ga, nonostante l'eroico tentativo di Kim Jong Il di salvare loro la vita.

## Edizioni
- Adam Johnson, Il signore degli orfani, traduzione di Fabio Zucchella, Marsilio Editori, 2012,  p. 554, ISBN 88-317-1462-7.